# ستانتون (مقاطعة دان)
ستانتون، مقاطعة دان (بالإنجليزية: Stanton, Dunn County, Wisconsin)‏ هي بلدة تقع بولاية ويسكونسن في الولايات المتحدة. تبلغ مساحتها 87.7 (كم²)، وترتفع عن سطح البحر 356 م، بلغ عدد سكانها 715 نسمة في عام 2000 حسب إحصاء مكتب تعداد الولايات المتحدة وتصل الكثافة السكانية فيها 8.2 نسمة/كم2.

## وصلات خارجية
- The US50 - Cities and Towns in Wisconsin State
- Wisconsin Cities and Towns, Facts, Map, Flag, Colleges, Government, and More